# Koppla av
Koppla av, är en svensk komediserie, utformat som ett sketchprogram, som hade premiär på SVT Play den 23 augusti 2024. Första säsongen som består av tio avsnitt är regisserad av Anders Helgeson som också varit med och skrivit manuset tillsammans med Björn Gustafsson och Erik Haag.

## Handling
Serien kretsar kring både nya och gamla karaktärer skapade av Björn Gustafsson.

## Medverkande (i urval)
- Björn Gustafsson
- Nathalie Czarnecki
- Johan Berg
- Lotta Lundgren
- André Pops
- Björn Ferry